# Adirondack Thunder
Die Adirondack Thunder sind ein US-amerikanisches Eishockeyfranchise aus Glens Falls, New York. Das Team spielt seit der Saison 2015/16 in der ECHL und fungiert als Farmteam der New Jersey Devils.

## Geschichte
Im Januar 2015 gab die American Hockey League eine umfangreiche Umstrukturierung zur Saison 2015/16 bekannt, in deren Rahmen eine neue Pacific Division gegründet wurde. In der Folge tauschten alle in Kalifornien angesiedelten ECHL-Franchises mit ihren AHL-Kooperationspartnern die Plätze. Im Falle der Adirondack Thunder waren dies die Adirondack Flames, die nach Stockton zogen, um dort fortan als Stockton Heat zu firmieren. Im Gegenzug wurden die Stockton Thunder nach Glens Falls verlegt und nehmen als Adirondack Thunder am Spielbetrieb der ECHL teil.